# تیموتی پیکه
تیموتی پیک (به انگلیسی: Timothy Peake) فضانورد اهل کشور بریتانیا است که در ۷ آوریل ۱۹۷۲ میلادی در چیچستر زاده شد.